# Сова мавританська
Сова мавританська (Strix mauritanica) — вид птахів родини совових (Strigidae). Поширений у Північній Африці від Марокко до Тунісу та Мавританії. Раніше вважався підвидом сірої сови (Strix aluco).

## Опис
Вага самців становить від 325 до 470 г, тоді як вага самиць — від 390 до 575 г. Цей вид досить темно-сіро-коричневий, без ознак зміни кольору морфи. Він трохи тьмяний, темніший і більш рівномірний, ніж Strix aluco aluco або Strix aluco sylvatica. Дослідження генетичних матеріалів, включаючи філогеографію та поведінку розповсюдження видів, підтверджує відокремлення Strix aluco mauritanica від європейського підвиду, і він навіть може сформувати свій власний вид із Гібралтарською протокою як природним проміжком між ареалами.